# Casamento arranjado

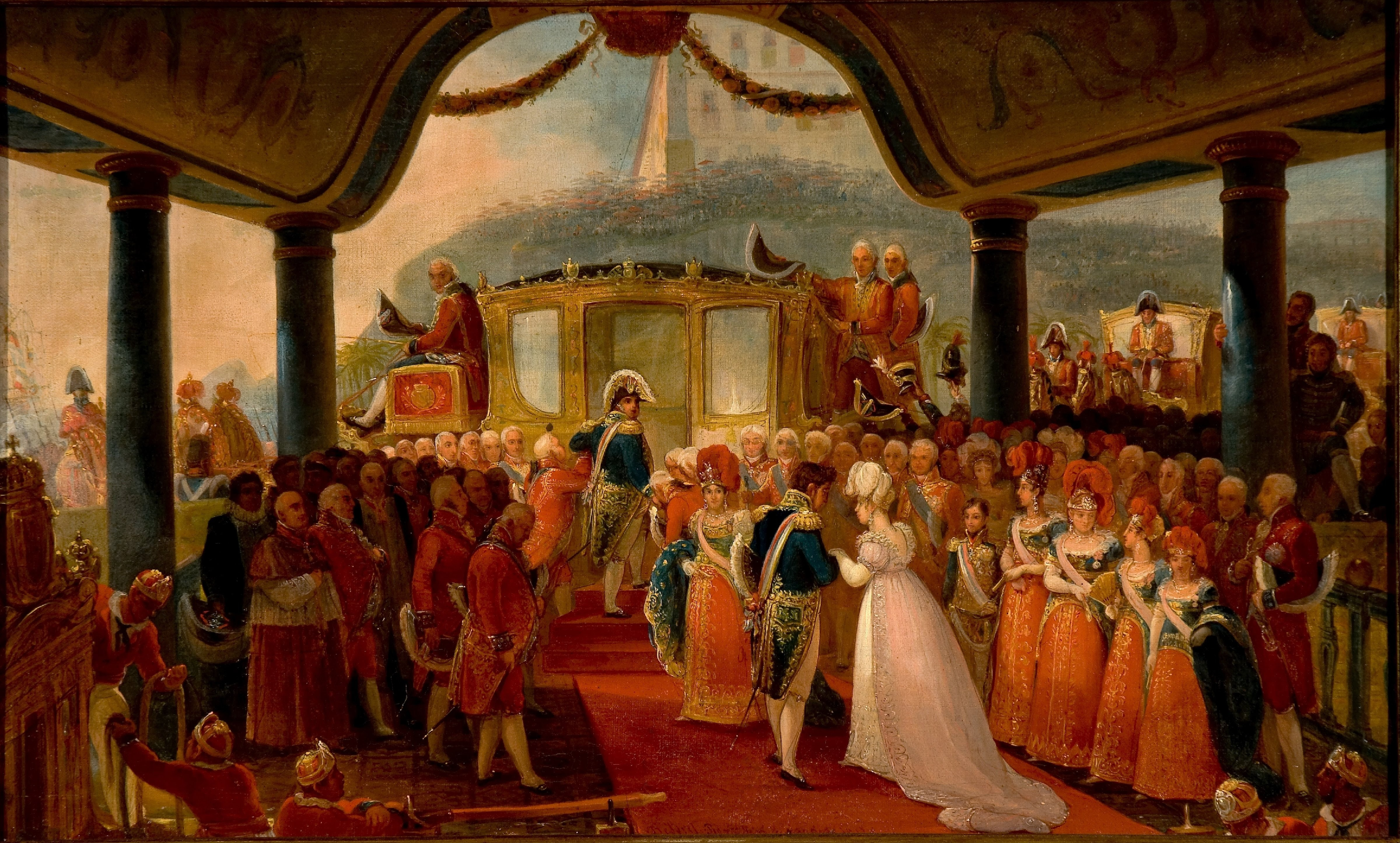
O casamento arranjado de D. Pedro I com Maria Leopoldina da Áustria.

O casamento arranjado é um casamento em que a iniciativa de selar a união não parte dos noivos, e sim de seus pais, ou outra pessoa responsável. Na maioria das vezes, faz-se uso de um(a) profissional, o casamenteiro(a), para encontrar um parceiro ideal.
O casamento arranjado é um costume que data já dentre as primeiras tribos humanas.
Prática muito comum no passado recente, era feita muitas vezes por motivos políticos ou financeiros dos pais. É comum na história, ocasiões onde reis casavam seus filhos com filhas de nobres vizinhos, ou até mesmo de um inimigo, para celebrar uma alianças entres os reinos. 
O casamento arranjado persiste até hoje em algumas sociedades, notadamente na Índia e em países de regiões adjacentes. Atualmente as expressões love marriage (casamento por amor) e self-arranged marriage (casamento autoarranjado, quiçá uma expressão socialmente menos confrontacional e, daí, menos estigmatizante), utilizadas na língua inglesa mesmo, são reconhecidas praticamente pela maioria das pessoas, dada a modernização progressiva da sociedade indiana.